# DFS 331
DFS 331 — германский транспортный планёр времён Второй мировой войны разработанный Гансом Якобсом при участии специалистов из Немецкого института планеризма (DFS, нем. Deutsche Forschungsanstalt für Segelflug) и построенный фирмой Gothaer Waggonfabrik в 1941 году.

## История создания
После успешного участия в боевых операциях планёров DFS 230, например таких как захват бельгийского форта Эбен-Эмаэль, где именно применение грузовых планёров сыграло важную роль, руководство Люфтваффе посчитало необходимым иметь на вооружении планёры с большей грузоподъёмностью чем DFS 230. Разработка Ханса Якобса подходила для принятия на вооружения по всем параметрам. Однако практически в то же время на Gothaer Waggonfabrik велась разработка модели Go 242 которая обладала большей грузоподъёмностью, что в конечном итоге и послужило решающим аргументом для отказа от серийного производства DFS 331 в пользу Go 242. Всего был изготовлен один экземпляр планёра имевший заводское обозначение DFS 331V-1.

## Конструкция
DFS 331 представлял собой высокоплан с широким фюзеляжем имевшим прямоугольное сечение и, наряду с крыльями, так же обладавшим некоторыми несущими свойствами. 
Каркас фюзеляжа был собран из стальных труб, обшивка фанерная и полотняная. Крыло выполнено цельнодеревянным однолонжеронным.
Носовая часть фюзеляжа имела развитое остекление, что обеспечивало хороший обзор, место пилота находилось слева. В нижней части фюзеляжа имелись два амортизатора в виде полозьев. Шасси трёхопрное с хвостовым колесом.

## Технические характеристики
- Экипаж: 2 человека
- Длина: 15,8 м
- Размах крыла: 23,0 м
- Высота: 3,55 м
- Площадь крыла: 58,00 м²
- Профиль крыла:
- Нагрузка на крыло: 10,6 кг/м²
- Масса пустого: 2270 кг
- Полезная нагрузка:
  - Десант: 18 солдат в полной экипировке[2]
- Нормальная взлётная масса:
- Максимальная взлётная масса: 4775 кг[1]

### Лётные характеристики
- Максимальная скорость: 330 км/ч
- Максимальная скорость буксировки: 270 км/ч
- Нагрузка на крыло: кг/м²
- Максимальная эксплуатационная перегрузка:[1]